# Emanuel Max

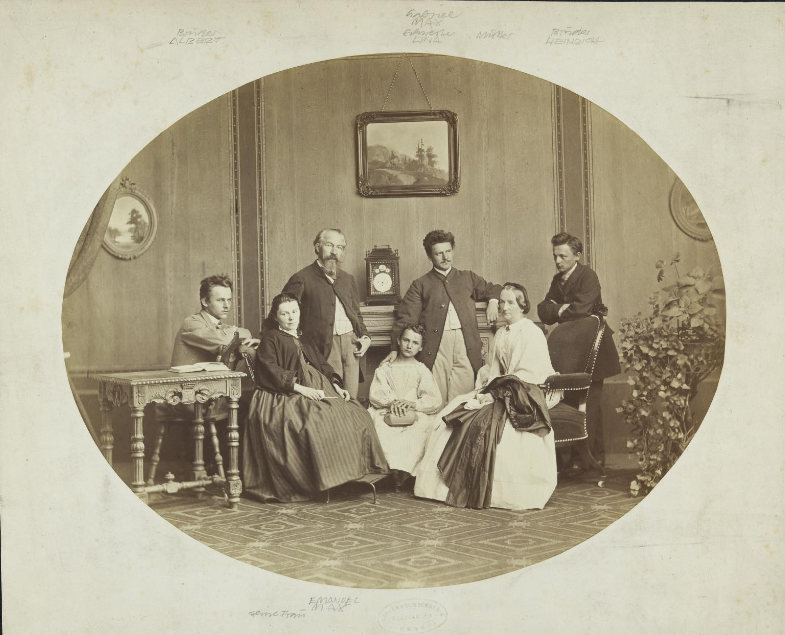
Emanuel Max a sourozenci Maxovi (zprava Jindřich (Heinrich) Max, matka sourozenců Anna, Gabriel Max, Lina Maxová, Emanuel Max s manželkou, Albert Max)

Emanuel Max, po roce 1875 Emanuel Max von Wachstein (19. října 1810 Janov u Sloupu v Čechách – 22. února 1901 Praha) byl česko-německý sochař, především autor monumentálních soch, pomníků a portrétů. Byl mladším bratrem sochaře Josefa Maxe.

## Život
Narodil se roku 1810 (podle Ottova slovníku chybně 1807) v sudetoněmecké kamenické a řezbářské rodině, jeho bratr Josef Max (1804–1855) byl také sochař. Vyučil se v otcově dílně kresbě a řezbářství, otec si však nepřál, aby synové pokračovali v tehdy nevýnosném řemesle. Přesto studoval na pražské akademii malbu u prof. Josefa Berglera a Františka Waldherra. Protože pražská akademie tehdy neměla sochařské oddělení, studoval zároveň sochařství na Akademii ve Vídni u profesorů Schallera a Kässmanna. Roku 1839 byl prvním umělcem, který obdržel stipendium Klarovy nadace umožňující studijní cestu do Říma, kde se dostal do okruhu nazarénů.
Dne 1. února 1848 se v Praze oženil  s dcerou uměleckého malíře Františka Liebicha, Marií Luisou (3. února 1828 – 10. září 1891). Z jejich manželství se narodilo 5 dcer, z nich Maria (1849-?, provdaná Lenková) a Ludovika Maria Magdalena (1853-1914, provdaná za Quida Edler von Erlenburg).
Jako projev uznání rakouské vlády byl Emanuel Max jako rytíř Řádu Františka Josefa (1858) a Řádu železné koruny III. třídy (15. října 1875) povýšen do rytířského stavu s predikátem „von Wachstein“ majestátem daným ve Vídni 23. ledna 1876.

## Kariéra
V letech 1839–1849 byl na dlouhém studijním pobytu v Římě, kde si prohloubil znalosti jak antického sochařství a soudobých mistrů nazarénů, z nichž nejvíce se mu líbili Antonio Canova a Bertel Thorvaldsen. Z technických dovedností se zdokonalil v tesání kararského mramoru. Po návratu do Prahy se oženil a otevřel si sochařskou dílnu, kde zaměstnával řadu pomocníků, zejména kameníky a štukatéra.
Patřil k nejvýznamnějším českým sochařům druhé třetiny 19. století v českých zemích. Jeho klasicistní smysl pro monumentalitu, romantický výtvarný názor a způsob práce dobře odpovídaly dobovému vkusu, takže měl dost objednávek.

## Dílo
Během pobytu v Římě vytvořil mramorovou sochu Vlasty (1842) a model soch slovanských věrozvěstů, který v Praze vytesal do mramoru (nyní v Kostele Panny Marie před Týnem) a dále sochu sv. Ludmily, rovněž později převedenou do mramoru (nyní katedrála Sv. Víta). První významnou zakázkou byl Sv. Vojtěch modlící se za déšť, který vytvořil již za studií roku 1836, a dostal za to stipendium Klarovy nadace v Římě. Dále Max vytesal pomník s českým lvem s českou královskou korunou pro Pražský hrad, později přemístěný do parku v zatáčce Chotkovy silnice, a sochu Vlasty, mytické hrdinky dívčí války (signována E. Max, 1842), kterou do sbírek Pražského hradu zakoupil císař Ferdinand I. Dobrotivý.
Dále roku 1844 vytvořil sochu umučené sv. Ludmily z bílého mramoru pro kapli sv. Ludmily v katedrálu sv. Víta, její bronzový odlitek je ve sbírkách Národní galerie. Z mnoha portrétů patří k významným busty J. Krombholze, W. A. Mozarta, A. Klara. Pro Křivoklát navrhl pomník Karla Egona II. z Fürstenbergu, odlitý ve fürstenberské slévárně ze železné litiny. Další pomník - sochu generála Karla Schwarzenberga, který vedl vojsko k vítězství nad Napoleonem v bitvě u Lipska, navrhl pro Krásný Dvůr.
Socha archanděla Rafaela (datovaná 1840) z kaple Klarova ústavu slepců v Praze na Klárově byla po zrušení ústavu přenesena do Národní galerie.
Pro zámek v Sychrově navrhl a vytesal dvě sochy: hugenota Jindřicha II. Rohana a zakladatele řádu johanitů Godefroy z Bouillonu.
Mezi sochami na Karlově mostě se nachází jeho Pieta (naproti krucifixu, 1859), sochy Panny Marie a sv. Jana Evangelisty po stranách krucifixu (1861), sv. Josef (1854), sv. Kryštof nesoucí Ježíška (1857) a sv. František Serafinský (1855). Pro hřbitovní kapli sv. Kříže v Městě Touškově vytvořil sochy Panny Marie a sv. Jana Evangelisty (1859). Jeho sochy stojí v mnoha pražských kostelích.

### Pomník Radeckého
Nejvýznamnější dílo – pomník maršála Radeckého modeloval podle kresby prof. Christiana Rubena spolu s bratrem Josefem v letech 1851 až 1855, a sám jej upravoval ještě po bratrově smrti do února roku 1858. V listopadu 1858 byl pomník odhalen na Malostranském náměstí, v roce 1919 byl přesunut do Lapidária Národního muzea. Emanuel Max byl autorem sochy Radeckého, jeho bratr vytvořil sochy vojáků, nesoucích maršála na štítu.

## Galerie

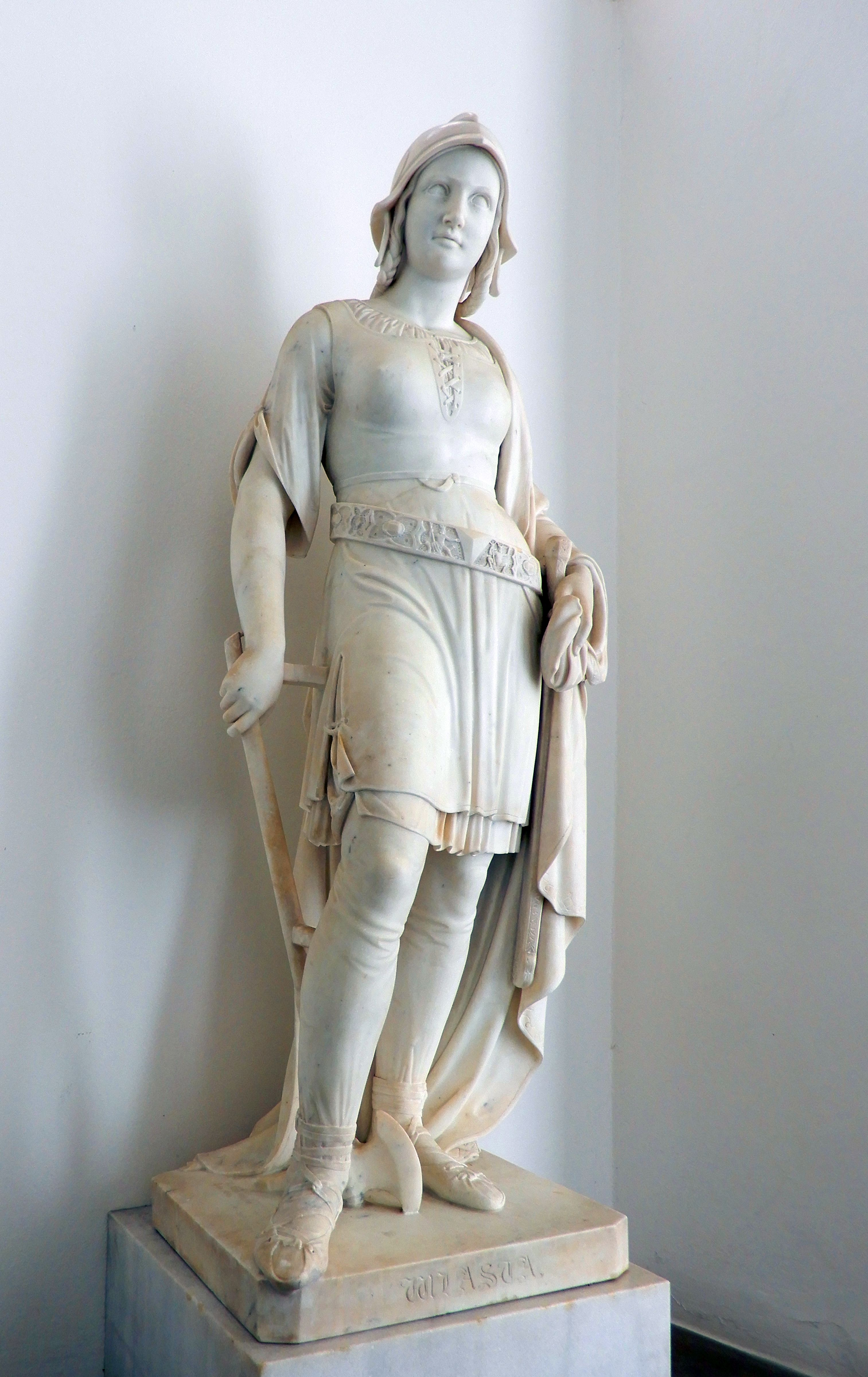
Vlasta (1842)
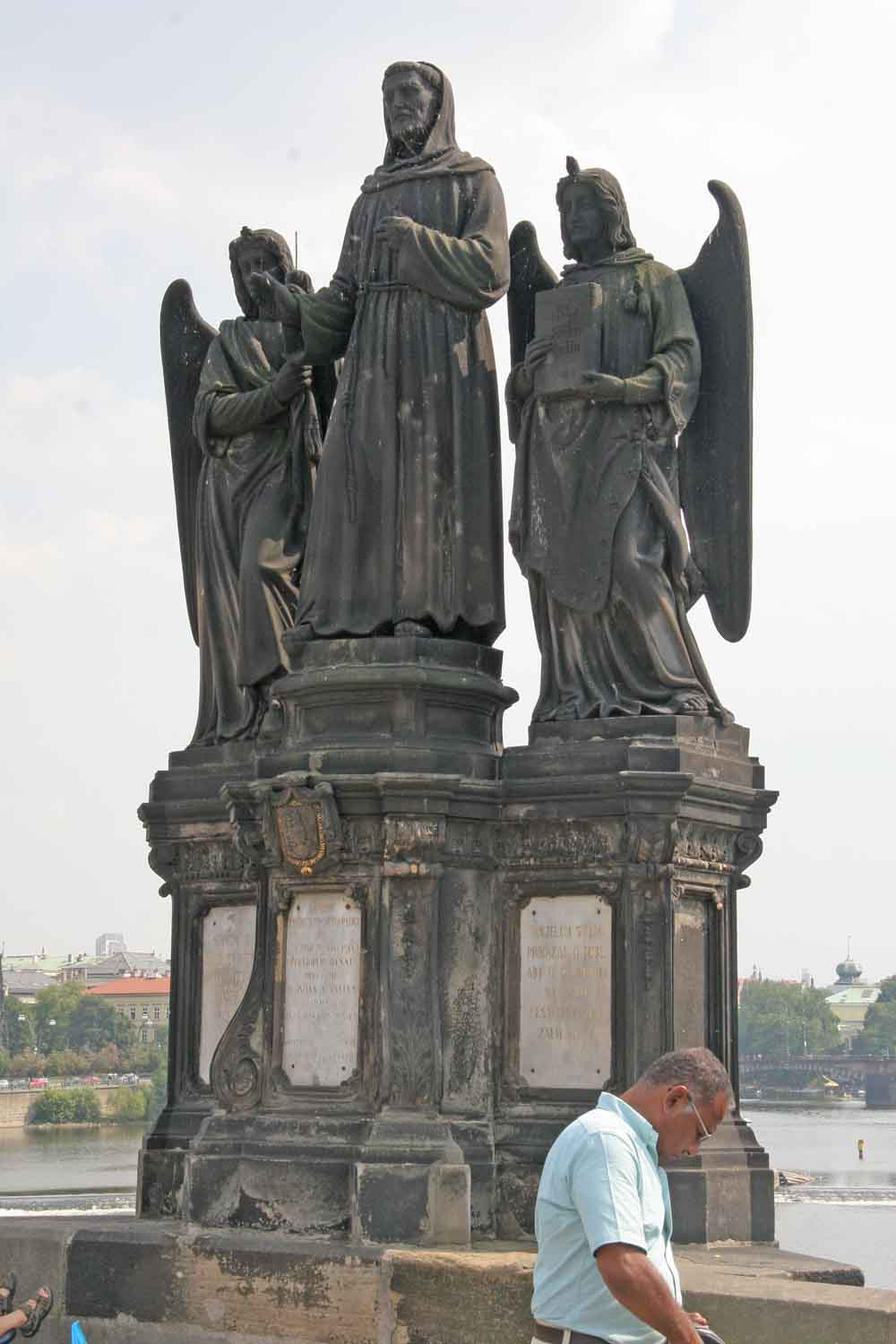
Socha sv. Františka Serafinského na Karlově mostě (1855)
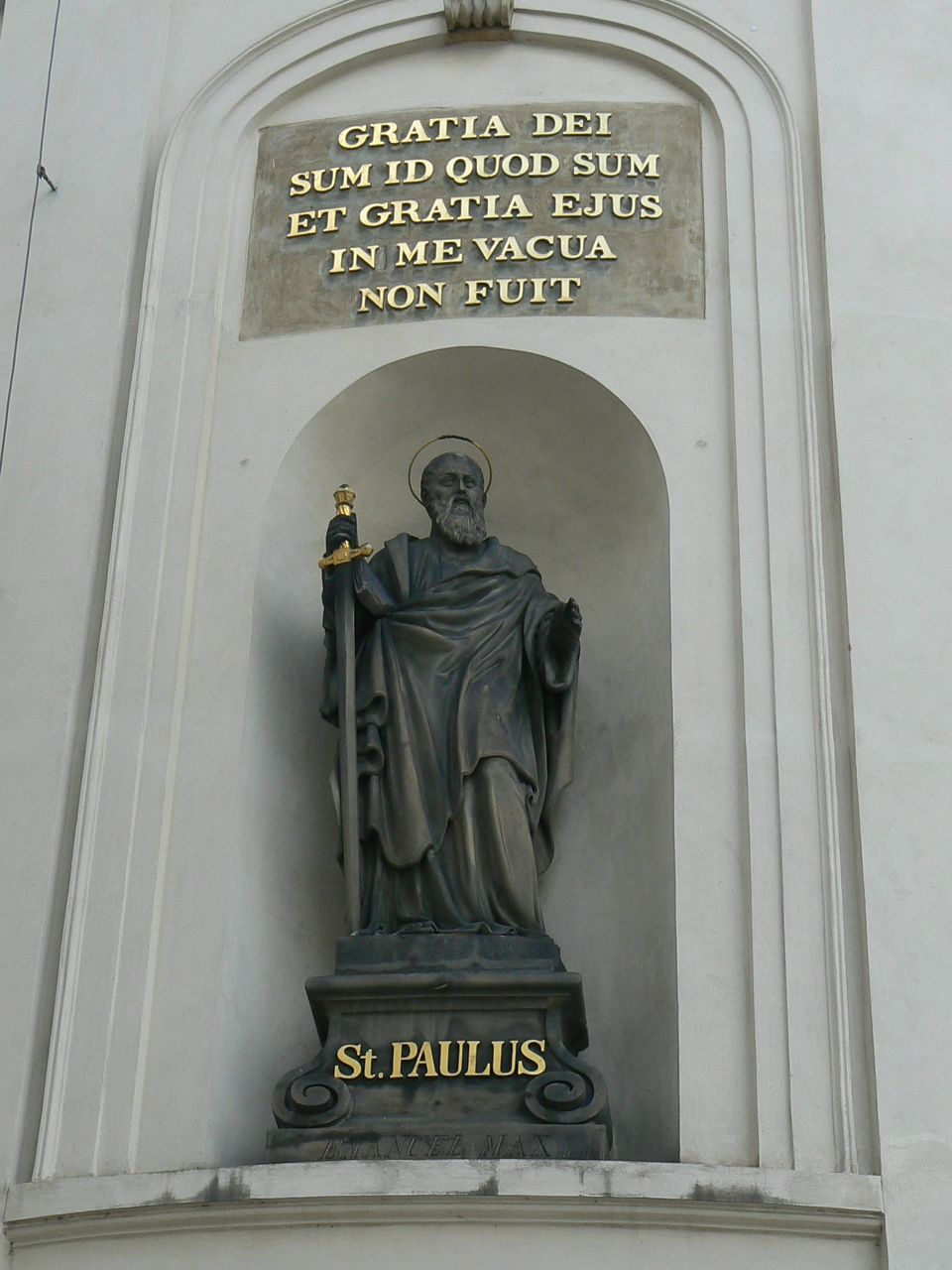
Socha sv. Pavla z kaple sv. Kříže, Pražský hrad
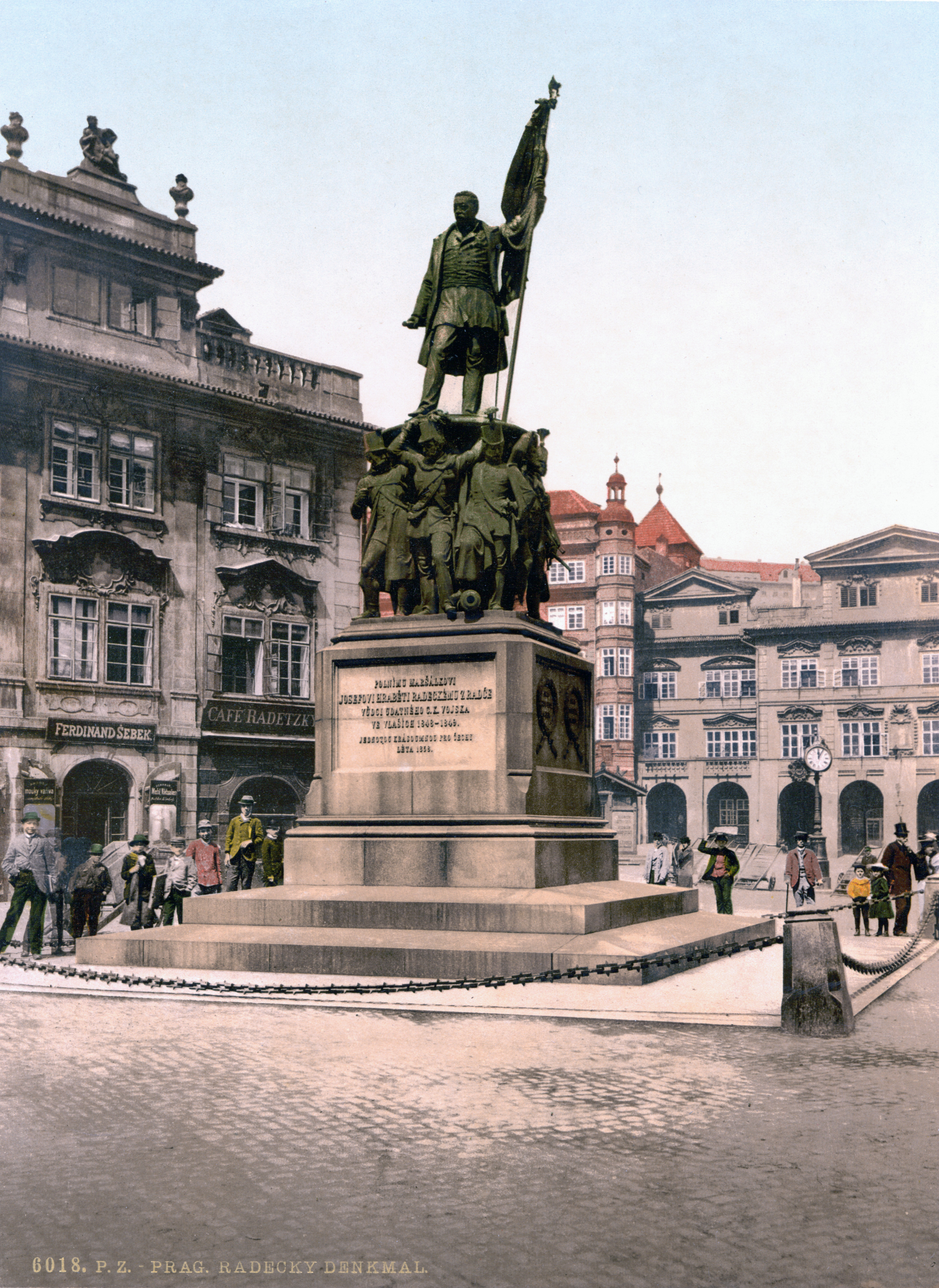
Pomník maršála Radeckého na Malostranském náměstí (1859)
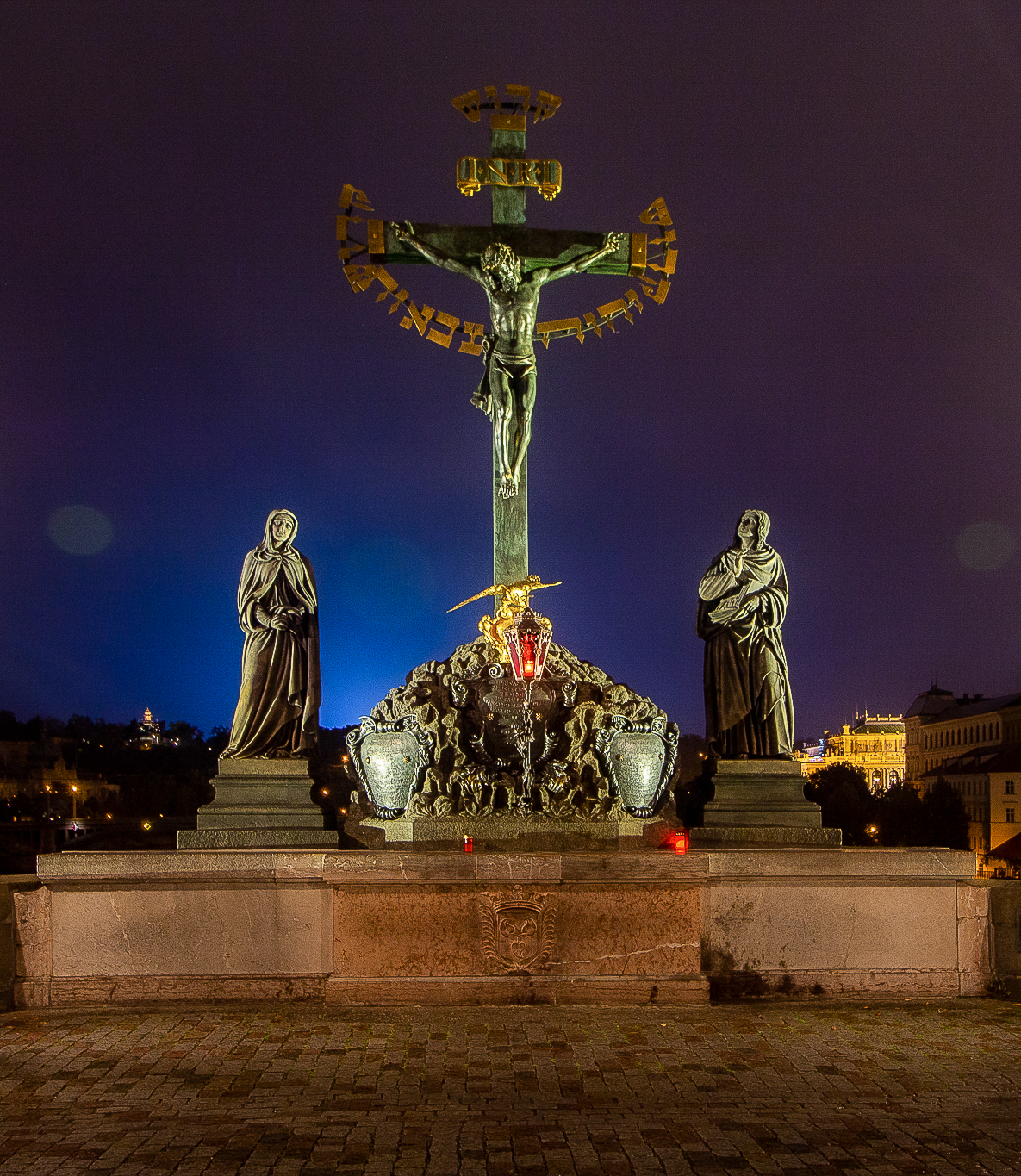
Kalvárie na Karlově mostě: sochy Panny Marie a sv. Jana Evangelisty po stranách Ukřižovaného
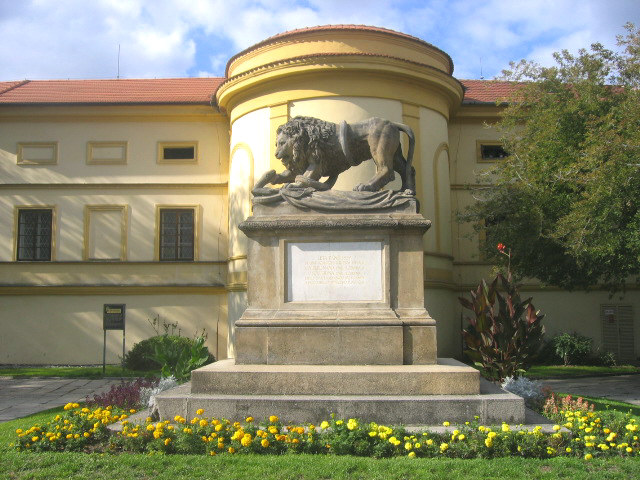
Pomník padlým u Solferina a Melegnanu (Písek)
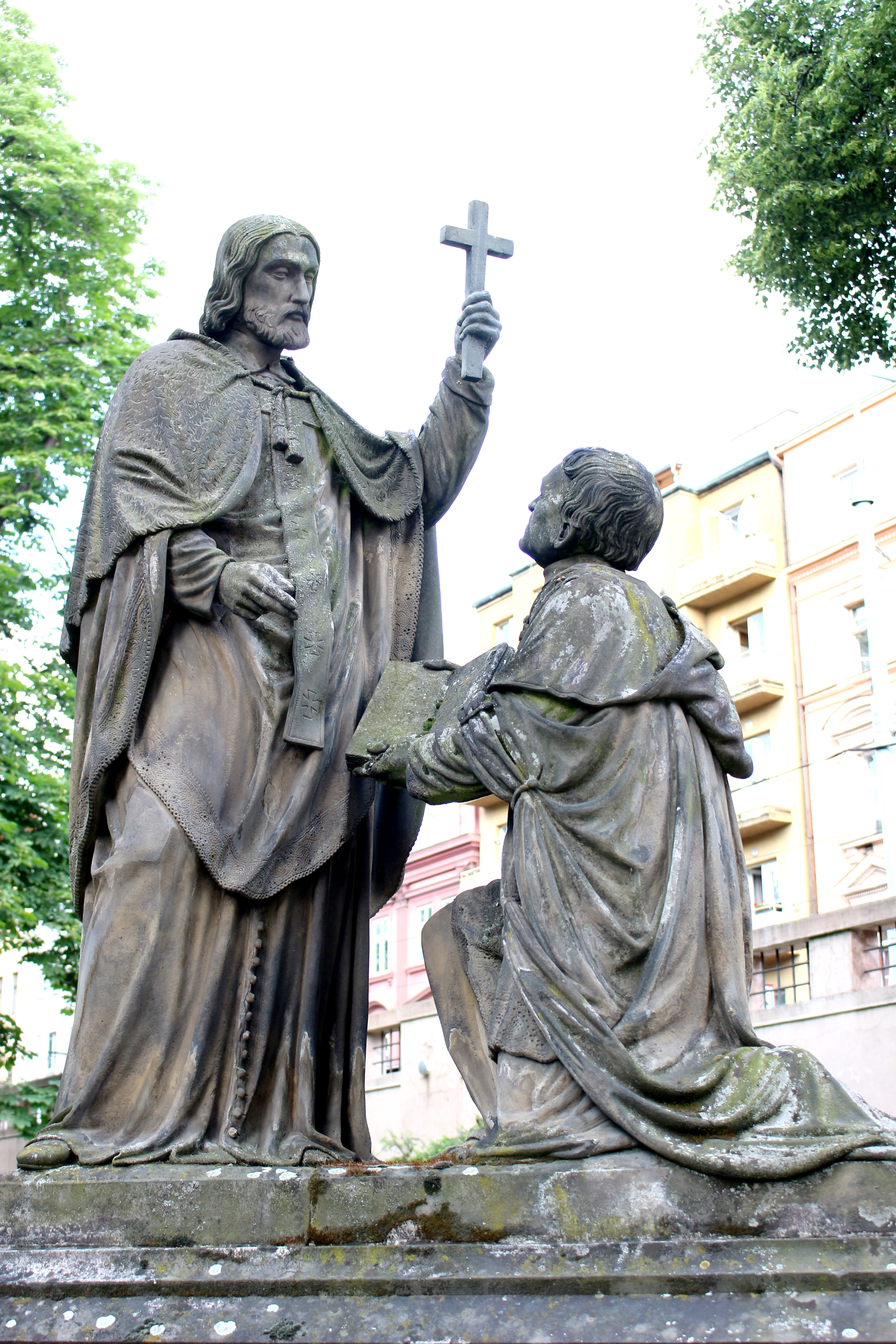
Sousoší (Jan Nepomucký), Malostranský hřbitov